# Elciego
Elciego – gmina w Hiszpanii, w prowincji Araba, w Kraju Basków, o powierzchni 16,32 km². W 2011 roku gmina liczyła 1037 mieszkańców.